# Summer Carnival'92: Recca
Summer Carnival'92: Recca (サマーカーニバル'92 烈火, Samākānibaru' 92 rekka) também conhecido simplesmente como Recca92 é um jogo 8bits lançado para o console Famicom no ano de 1992. O jogo foi lançado pela Naxat Soft, uma empresa de jogos que trabalhou em Megaman e Contra, dois outros jogos famosos do console Famicom.

## Informações
O jogo é considerado um dos mais difíceis da história, Apesar de ser um jogo pouco conhecido, Recca92 é, curiosamente, o jogo que mais aproveitou o hardware do console Famicom. Os jogadores se surpreendem, pois o jogo é realmente rápido, rodando 90 sprites por segundo. Esse jogo não ficou muito conhecido pelo fato de que 1992 já tinha lançado o Super Famicom, um dos consoles mais bem sucedidos da empresa Nintendo, sendo assim então, as pessoas ficaram mais interessadas no novo console do que no jogo.
Em japonês, Recca significa fogo flamejante, fazendo uma brincadeira com o console Famicom, que o jogo seria tão rápido que o console pegaria fogo da exigência.
Os criadores de Recca92 fizeram um certo Easter egg com o jogo, nos créditos finais do jogo, aparecem as palavras: To be continued, e se o jogador que estiver jogando Recca reiniciar o console, é possível acessar a parte dois de Recca, em que as fases do jogo mudam, e os temas também, além do estilo do jogo. Porém, os criadores certamente achavam que ninguém conseguiria chegar até o final de Recca, pois o final do jogo são os mesmos créditos.